# Neosaurus

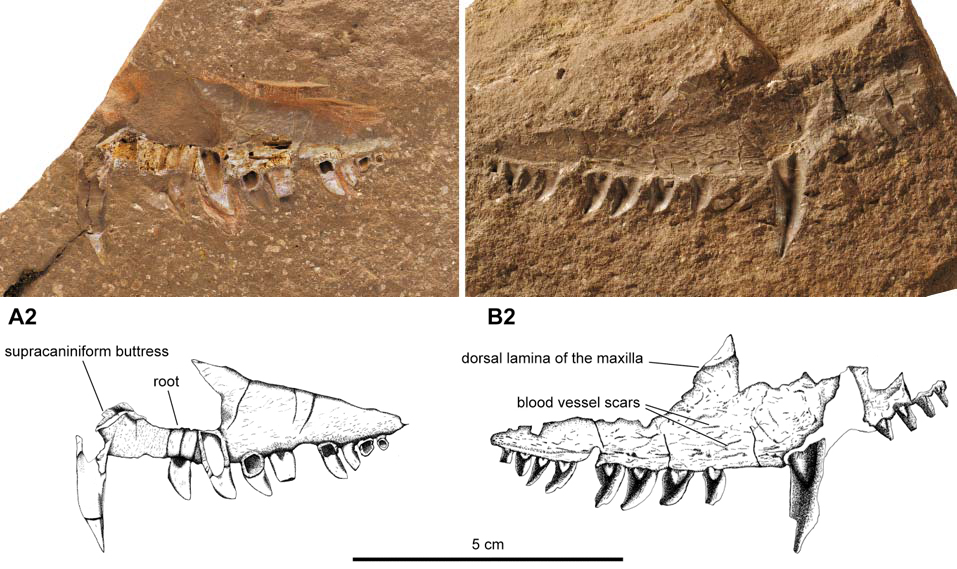
Holotipo

Neosaurus es un género de sinápsidos pelicosaurios pertenecientes a la familia Sphenacodontidae.
Estaba relacionado con Dimetrodon, sin embargo era mucho más pequeño (alrededor de un metro de largo). Vivió durante el Pérmico Inferior. Sus fósiles se hallaron en la región de Jura en Francia.
Un género de dinosaurios hadrosaúrido Hypsibema, H. missouriensis, también se llamó Neosaurus, sin embargo, a causa de que ese nombre ya estaba en uso, el género se llamó Parrosaurus antes de ser reasignado a Hypsibema.